# À l'enseigne du pot cassé
À l'enseigne du pot cassé est une maison d'édition française, fondée à Paris en 1924, disparue en 1950.
La marque est reprise en 2025.

## Histoire

### Première époque
Le traducteur érudit et bibliophile Constantin Castéra lance en décembre 1924 à Paris une maison d'édition qu'il appelle « À l'enseigne du pot cassé » située au 14, rue de Beaune. Castéra souhaite devenir un grand éditeur de demi-luxe, à l'instar de certaines productions de Georges Crès. Cette marque s'inspire de celle du typographe et relieur Geoffroy Tory, graveur et imprimeur du roi au XVIe siècle, et dont l'enseigne était « au pot cassé ».

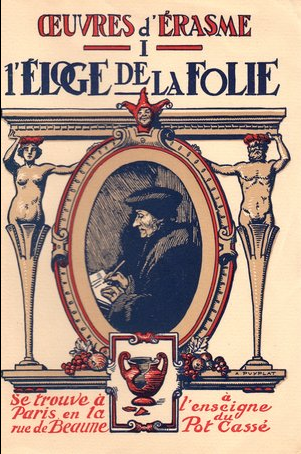
L'Éloge de la folie d'Érasme : couverture signée Puyplat (1933).

Les ouvrages de la maison se caractérisent par des choix de beaux papiers non coupés (Hollande, van Gelder, Chesterfield, Bornéo, Japon, etc.), une recherche typographique élaborée et la collaboration avec de nombreux graveurs sur bois prestigieux comme Louis Bouquet, Gio Colucci, Jean Lébédeff, Morin-Jean, Louis William Graux, Henry Chapront, Antoine François Cosyns, Pierre Noël, etc. Certaines couvertures sont signées A. Puyplat.
Les tirages étaient assez importants, se chiffrant en moyenne autour de 2 500 exemplaires, rivalisant en cela avec les collections « Le Livre moderne illustré » (1923-1954) de Ferenczi et « Le Livre de demain » (1923-1947) d'Arthème Fayard.
Le 20 mai 1925, il lance « Scripta manent », une collection de classiques européens à tirage limité surtout centrés sur l'époque du Moyen Âge. 51 titres y seront édités jusqu'en 1930.
Trois autres collections suivront : « Antiqua », édition d'auteurs grecs et latins, « Lumen animi », sur des auteurs renaissants et enfin, « Bibliotheca magna », un fonds de textes incontournables.
Après guerre, la maison d'édition perdure en rééditant certains de ses titres en format poche et à moindre coût.
Elle disparaît en 1950. Constantin Castéra meurt le 27 octobre 1951 à Paris.

### Renaissance
La marque est réveillée en mars 2025 par Jean-Luc Nardone, sous la forme d'une maison d'édition installée à Paris, rue Visconti, reprenant les principes des mêmes collections et des textes illustrés de gravures originales. Un premier titre est paru en avril, le 51° de la collection "Scripta Manent".